# Edward Heath
Sir Edward Richard George «Ted» Heath (Broadstairs, 9 de julio de 1916-Salisbury, 17 de julio de 2005) fue un periodista, militar y político conservador británico, primer ministro del Reino Unido entre 1970 y 1974. Líder del Partido Conservador de 1965 a 1975. Heath también sirvió durante 51 años como Miembro del Parlamento de 1950 a 2001. Fuera de la política, Heath fue navegante, músico y autor.

## Biografía
Heath nació en Broadstairs, Kent, el 9 de julio de 1916, hijo de William George Heath (1888-1976), carpintero que construyó fuselajes para Vickers durante la Primera Guerra Mundial y posteriormente trabajó como constructor, y de Edith Anne Heath (de soltera Pantony; 1888-1951), doncella. De joven, Heath era conocido como "Teddy". Fue educado en la Chatham House Grammar School en Ramsgate, y en 1935 con la ayuda de una beca del condado fue a estudiar al Balliol College, Oxford, en donde lo eligieron presidente de la asociación conservadora de la universidad en 1937. En 1938, se opuso activamente a la política de apaciguamiento hacia la Alemania nazi propugnada por el primer ministro conservador Neville Chamberlain.
Como estudiante universitario, Heath viajó extensamente por Europa. Su oposición al apaciguamiento se vio alimentada por haber presenciado de primera mano un mitin de Núremberg en 1937, donde conoció a los líderes nazis Hermann Göring, Joseph Goebbels y Heinrich Himmler en un cóctel de las SS. Más tarde describió a Himmler como «el hombre más malvado que he conocido».
Fue elegido para el parlamento por el Partido conservador en 1950. Nombrado Ministro de Trabajo en el gobierno del primer ministro Harold Macmillan desde 1959 hasta 1960, fecha en la cual entró a prestar servicios en el Ministerio de Asuntos Exteriores.
Después de la derrota conservadora en 1964, se convirtió en una figura importante de la oposición, siendo elegido líder de la misma en 1965, obteniendo la victoria en las elecciones del 18 de junio de 1970 derrotando al laborista Harold Wilson. Heath trató de restarle poder al sindicalismo británico con la Ley de Relaciones Laborales y lanzó un plan donde esperaba desregular la economía y hacer una reforma fiscal tendiente a transferencia de impuestos directo a impuestos indirectos y un aumento de impuestos a la clase obrera británica. Durante su mandato, se produjo una fuerte crisis energética tras la desregularización del sector que obligó a implementar la llamada Semana de Tres Días para conservar energía. 
Nombrado primer ministro, tuvo que hacer frente a la crisis del conflicto en Irlanda del Norte. Su gobierno reconoció rápidamente el régimen militar de Augusto Pinochet en Chile y mantuvo buenas relaciones con él, a pesar de la represión que organizó en el país. Siguió impulsando la entrada en la Unión Europea que consiguió en 1973. La crisis económica dio al traste con los intentos por reactivar la economía, lo que constituyó uno de sus fracasos fundamentales en política interior.
Tras el fracaso de las elecciones del 10 de octubre de 1974, fue sustituido por Margaret Thatcher en 1975 como líder conservador.
Fue implicado en 2015, diez años después de su muerte, en un caso de presunta pederastia. Un funcionario de la policía británica afirma a finales de 2016 que estas acusaciones son realizadas por un número «significativo» de personas. En 1938 visitó Barcelona, entonces atacada por las fuerzas nacionalistas españolas durante la Guerra Civil Española. En una ocasión, el coche en el que viajaba fue ametrallado, mientras que en otra, una bomba impactó en su hotel mientras observaba un ataque aéreo desde fuera.  En el verano de 1939, acompañado por su amigo judío Madron Seligman, viajó a Danzig y Polonia. Hicieron el viaje de regreso haciendo autostop y en tren a través de Alemania movilizando tropas, y regresaron a Gran Bretaña justo antes de la declaración de guerra.

## Segunda Guerra Mundial
Heath pasó finales de 1939 y principios de 1940 en una gira de debates por Estados Unidos antes de ser llamado a filas. El 22 de marzo de 1941, recibió un nombramiento de emergencia como subteniente de la Artillería Real. Durante la guerra, sirvió inicialmente con cañones antiaéreos pesados en los alrededores de Liverpool (que sufrió intensos bombardeos alemanes en mayo de 1941) y a principios de 1942 fue ayudante de regimiento, con el rango de capitán.
Heath participó como ayudante en el desembarco de Normandía, donde conoció a Maurice Schumann, ministro de Asuntos Exteriores francés bajo el mando de Pompidou.  Como mayor temporal al mando de una batería propia, proporcionó apoyo de artillería durante las campañas aliadas en Francia y Alemania en 1944-45, por lo que recibió una mención en los despachos del 8 de noviembre de 1945.
Fue nombrado Miembro de la Orden del Imperio Británico, División Militar (MBE), el 24 de enero de 1946.  Fue desmovilizado en agosto de 1946 y ascendido al rango sustantivo de teniente coronel el 1 de mayo de 1947.
Heath se unió a la Honorable Compañía de Artillería como teniente coronel el 1 de septiembre de 1951, donde permaneció activo durante la década de 1950, llegando a comandante del Segundo Batallón; un retrato suyo con uniforme de gala aún cuelga en la Sala de la Reina de la Armería de la HAC. En abril de 1971, como primer ministro, lució su insignia de teniente coronel para inspeccionar a las tropas.

## Posguerra
Antes de la guerra, Heath había ganado una beca para Gray's Inn y había comenzado a prepararse para una carrera en el Colegio de Abogados, pero después de la guerra fue ubicado en la primera posición conjunta en los exámenes de servicio civil.  Luego se convirtió en funcionario del Ministerio de Aviación Civil (estaba decepcionado por no ser destinado al Tesoro, pero rechazó una oferta para unirse al Ministerio de Relaciones Exteriores, por temor a que los destinos en el extranjero pudieran impedirle ingresar a la política).

## Trayectoria política
Heath pronunció su primer discurso en la Cámara de los Comunes el 26 de junio de 1950, en el que apeló al gobierno laborista a participar en el Plan Schuman. Como diputado por Bexley, pronunció entusiastas discursos en apoyo de la joven candidata por la vecina Dartford, Margaret Roberts, posteriormente Margaret Thatcher.
Fue nombrado jefe de bancada de la oposición por Winston Churchill en febrero de 1951. Permaneció en la oficina de los jefes de bancada tras la victoria de los conservadores en las elecciones generales de 1951, ascendiendo rápidamente a subjefe adjunto de bancada, subjefe de bancada y, en diciembre de 1955, jefe de bancada del gobierno bajo el liderazgo de Anthony Eden. El periodista Geoffrey Wheatcroft ha observado que «de todos los cargos gubernamentales, este requiere firmeza e imparcialidad, además de tacto y paciencia, y el ascenso de Heath parece desconcertante en retrospectiva».
En 1960, Macmillan nombró a Heath Lord del Sello Privado responsable de las negociaciones para asegurar el primer intento del Reino Unido de unirse a las Comunidades Europeas (o Mercado Común, como se conocía entonces). Tras extensas negociaciones, que incluyeron acuerdos detallados sobre el comercio agrícola del Reino Unido con países de la Commonwealth como Nueva Zelanda, la entrada británica fue vetada por el presidente francés, Charles de Gaulle , en una conferencia de prensa en enero de 1963, para gran decepción de Heath, quien era un firme defensor de la adhesión del Reino Unido al Mercado Común Europeo. Supervisó una solicitud exitosa cuando era primer ministro una década después.
Tras la derrota del Partido Conservador en las elecciones generales de 1964, el derrotado Home modificó las normas de liderazgo del partido para permitir la votación de los diputados y, en julio de 1965, dimitió. Heath, quien en aquel momento era Ministro de Hacienda en la Sombra y había obtenido recientemente publicidad favorable por liderar la lucha contra el Proyecto de Ley de Finanzas del Partido Laborista, ganó inesperadamente la contienda por el liderazgo del partido, obteniendo 150 votos frente a los 133 de Reginald Maudling y los 15 de Enoch Powell.

## Primer ministro
El Partido Conservador de Heath ganó las elecciones generales de 1970 con 330 escaños frente a los 287 del Partido Laborista. El nuevo gabinete incluía a la futura primera ministra Margaret Thatcher (Educación y Ciencia), William Whitelaw (Líder de la Cámara de los Comunes) y el ex primer ministro Alec Douglas-Home (Asuntos Exteriores y de la Commonwealth).

## Deporte
Heath fue un gran aficionado a la vela. Aprendió a navegar en el Broadstairs Sailing Club compitiendo en las clases Snipe y Fireball, antes de pasar a la clase crucero, en la que obtuvo grandes éxitos. Fue el capitán del equipo británico que ganó la Admiral’s Cup de 1971 y del que participó en la Fastnet Race de 1979.